# El Centre (Sant Sadurní d'Anoia)
El Centre és una obra de Sant Sadurní d'Anoia (Alt Penedès) inclosa a l'Inventari del Patrimoni Arquitectònic de Catalunya.

## Descripció
Element molt remodelat de planta rectangular format per planta baixa i pis. Fa cantonada amb el carrer de la Indústria i la Plaça Era d'en Guineu. Presenta grans obertures rectangulars disposades en eixos verticals a la façana. La façana de tramuntana sembla conservar encara alguns vestigis de la seva aparença original amb sòcol, portal de plafons de fusta, i una mena de modillons motllurats merament decoratius que delimiten els diferents eixos verticals.